# Viggo Tvergaard
Viggo Tvergaard (*  19. April 1943 in Odense) ist ein dänischer Ingenieurwissenschaftler für Mechanik.
Tvergaard studierte an der TU Dänemarks in Lyngby Bauingenieurwesen mit dem Abschluss 1969 und der Promotion 1971. Danach war er dort Adjunkt, ab 1973 Lektor, 1988 Dozent und 1989 Forschungsprofessor und ab 1994 Professor.
1979/80 und 1989 bis 1994 war er Gastprofessor an der Brown University, wo er auch häufig Gastwissenschaftler war. Er arbeitete viel mit Alan Needleman an der Brown University zusammen.
Er befasste sich unter anderem mit mikroskopischen Modellen der Rissbildung (zum Beispiel Gurson-Tvergaard-Needleman Modell für Schädigungen in duktilen Materialien).
1998 erhielt er die Koiter Medal der ASME, 2009 den Euromech Solid Mechanics Prize und 2017 die Timoshenko-Medaille. 2001 wurde er Mitglied der National Academy of Engineering für Beiträge zur Stabilitätstheorie und das Verständnis von Versagensmechanismen in Festkörpern und Strukturen (Laudatio). 1999 wurde er auswärtiges Mitglied der Königlich Niederländischen Akademie der Wissenschaften und Fellow des Institute of Physics. 1993 wurde er Ehrendoktor der Königlichen  Technischen Hochschule Stockholm. Er ist Mitglied der Dänischen Akademie für Technische Wissenschaften.

## Schriften (Auswahl)
- On localization in ductile materials containing spherical voids, Int. J  Fracture, Band 18, 1982, S. 237–252.
- mit Needleman: An analysis of ductile rupture in notched bars, J . Mech. Phys. Solids, Band 32, 1984, S. 461–490.
- mit A. Needleman: Analysis of the cup–cone fracture in a round tensile bar, Acta Metall., Band 32, 1984, S. 157–169.
- On bifurcation and stability under elastic-plastic deformation, in: A. Sawczuk, G. Bianchi (Hrsg.), Plasticity Today, Elsevier 1985, S. 377–398
- Effect of plasticity on post-buckling behaviour, in: Buckling and Post-Buckling, Four Lectures in Experimental, Numerical and Theoretical Solid Mechanics, Springer, Lecture Notes in Physics, 1987, S. 143–183
- mit Needleman: An analysis of ductile rupture at a crack tip, J . Mech. Phys. Solids, Band 35, 1987, S. 151–183.
- Material failure by void growth to coalescence, Advances in Applied Mechanics, Band 27, 1990, S. 83–151.